# Akie Kotabe
Akie Kotabe est un acteur américain né le 18 juillet 1980 à Lansing au Michigan.

## Filmographie

### Cinéma
- 2002 : Six in Austin: Out of Bounds : l’étudiant en art dramatique
- 2006 : The Achievers : Shingo
- 2007 : Paradise Hills : Barry
- 2009 : Lost Angels : Steve
- 2009 : Midget vs. Mascots
- 2009 : Pornography, un thriller : Jeremy et Adam
- 2012 : Apples and Oranges : le skateboardeur
- 2014 : The Ryan Initiative : Aide
- 2014 : The November Man : Meyers
- 2014 : Everly : Dead Man
- 2015 : Tomoko : l'intrus
- 2016 : All That Remains : Frère Moriyama
- 2016 : Jason Bourne : Hub Tech
- 2016 : Arcadia : Jacob
- 2016 : Eliminators : l'analyste
- 2017 : Another Day of Life : Friedkin
- 2018 : The Tombs : Sebastian
- 2022 : The Son de Florian Zeller
- 2025 : Cleaner de Martin Campbell

### Télévision
- 2005 : Les Lectures d'une blonde : un client (1 épisode)
- 2006 : Day Break : le conducteur de la Honda (2 épisodes)
- 2008 : Terminator : Les Chroniques de Sarah Connor : Kendo (1 épisode)
- 2008 : Les Experts : Miami : Johnny Young (1 épisode)
- 2008 : FBI : Portés disparus : Todd (1 épisode)
- 2008 : Ghost Whisperer : un serveur (1 épisode)
- 2010 : Day One : Aki
- 2010 : Southland : le colocataire (1 épisode)
- 2010 : Mad Men : Akira Takahashi (1 épisode)
- 2011 : How to Pick Up Girls : Joe (1 épisode)
- 2011 : La Force du destin : la voix déformée (12 épisodes)
- 2012 : Time Trials : Sam Kai
- 2012 : Not Going Out : l’invité (1 épisode)
- 2013 : Making Sparks : Max (4 épisodes)
- 2014 : The Assets : Eric (4 épisodes)
- 2014-2015 : Molusco : Molusco (34 épisodes)
- 2015 : Humans : Dr Ji Dae Sun (1 épisode)
- 2015-2017 : Geo Jet : Kyan (66 épisodes)
- 2016 : Flowers : le père de Shun (1 épisode)
- 2016-2017 : Teacup Travels : plusieurs personnages (5 épisodes)
- 2017 : Maxxx : Sick Fukui (1 épisode)
- 2021 : Falcon et le Soldat de l'Hiver : RJ (1 épisode)